# José María Silvero
José María Silvero, né le 21 septembre 1931 et mort le 2 août 2010 à La Plata (Argentine), est un footballeur et entraîneur argentin.

## Carrière
Silvero commence sa carrière de joueur à Estudiantes de La Plata où il reste dix saisons, pendant lesquelles le club remporte la deuxième division argentine en 1954. En 1962, le défenseur rejoint Boca Juniors. En cinq saisons, il y dispute 103 matchs toutes compétitions confondues, et remporte trois fois le championnat d'Argentine, en 1962, 1964 et 1965.
Après sa retraite sportive, il se reconvertit comme entraîneur. Après avoir appris le métier à Defensores de Cambaceres, il prend en 1970 la direction de l'équipe de Boca, avec laquelle il remporte le championnat Nacional pour sa première saison.
Il poursuit sa carrière dans les années 1970, dirigeant les équipes de Rosario Central, Estudiantes de la Plata, Atlanta, Colón et Lanús. Il quitte même un temps l'Argentine, travaillant pour le Club Sport Emelec en Équateur et l'Unión Española au Chili.